# Bandeira do Nepal
A bandeira nacional do Nepal (Língua nepali: नेपालको झण्डा), é uma combinação simplificada de duas bandeirolas de diferentes ramos dos anteriores governantes, a dinastia Rana. Distingue-se por ser a única bandeira nacional que não possui formato retangular ou quadrado.
A bandeira foi adotada, com a formação do novo governo constitucional, a 16 de Dezembro de 1962. As bandeirolas individuais tinham estado em uso ao longo dos dois séculos anteriores e a bandeira dupla desde o século XIX. A borda azul simboliza a paz e a cor carmesim é a cor nacional do Nepal. 
Sob o ponto de vista astronômico, os desenhos retratam uma imagem do cosmo, conforme seria visto do espaço sideral por uma pessoa. Trata-se de uma triangulação astral desenhada nos dois triângulos, no pano inferior vê-se o sol iluminando, logo acima o limbo da terra ao mesmo tempo que um terceiro astro no lado da sombra interage na paisagem no momento dos crepúsculos entre o observador terreno e o hipotético observador sideral.
Os dois símbolos reais são hoje reinterpretados como a representação da esperança de que o Nepal dure tanto tempo quanto o Sol, a Terra e as estrelas.

## Outras bandeiras

Primeira bandeira do Nepal